# 가봉의 재외공관 목록

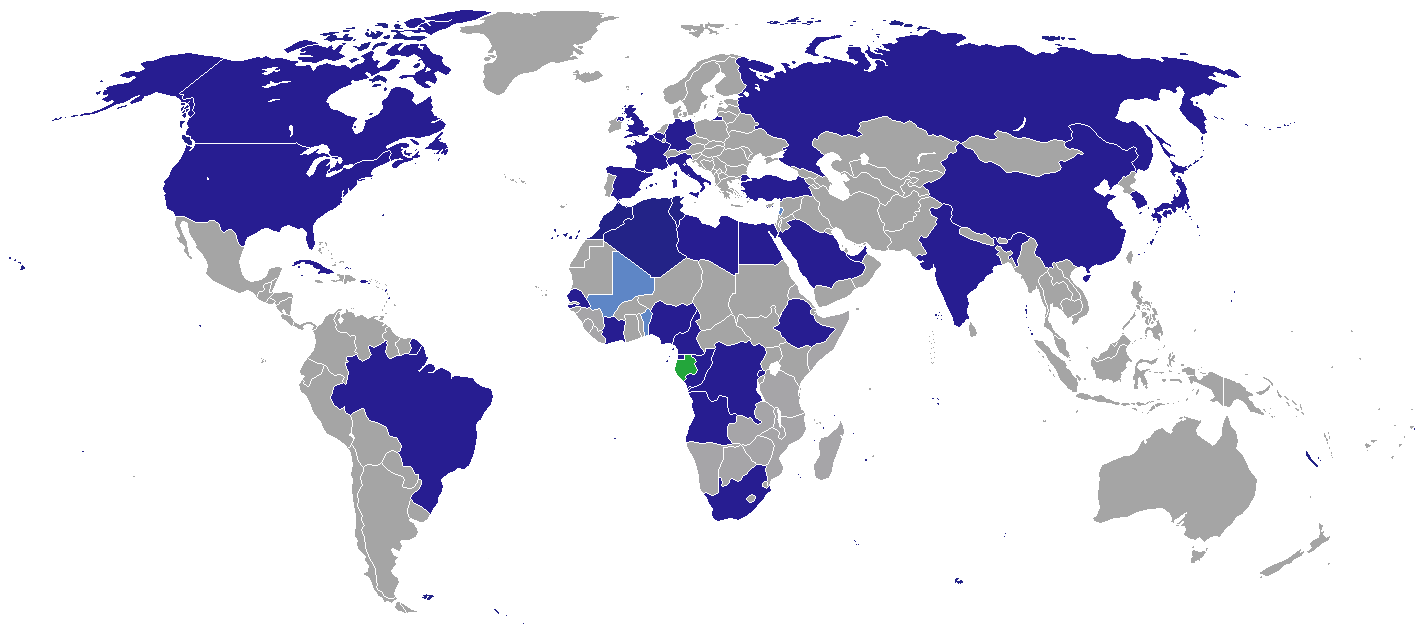
가봉의 재외공관

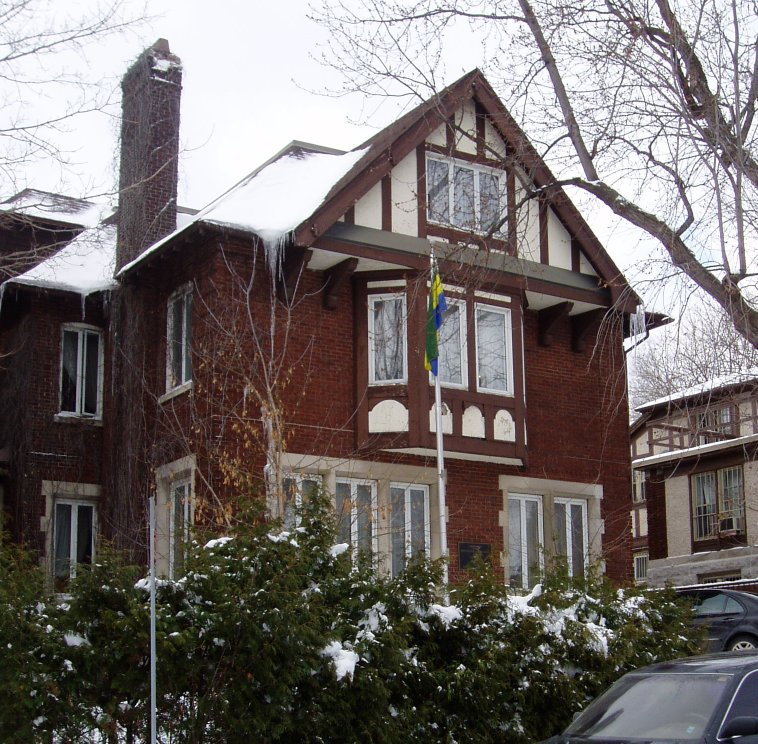
오타와 주재 가봉 대사관

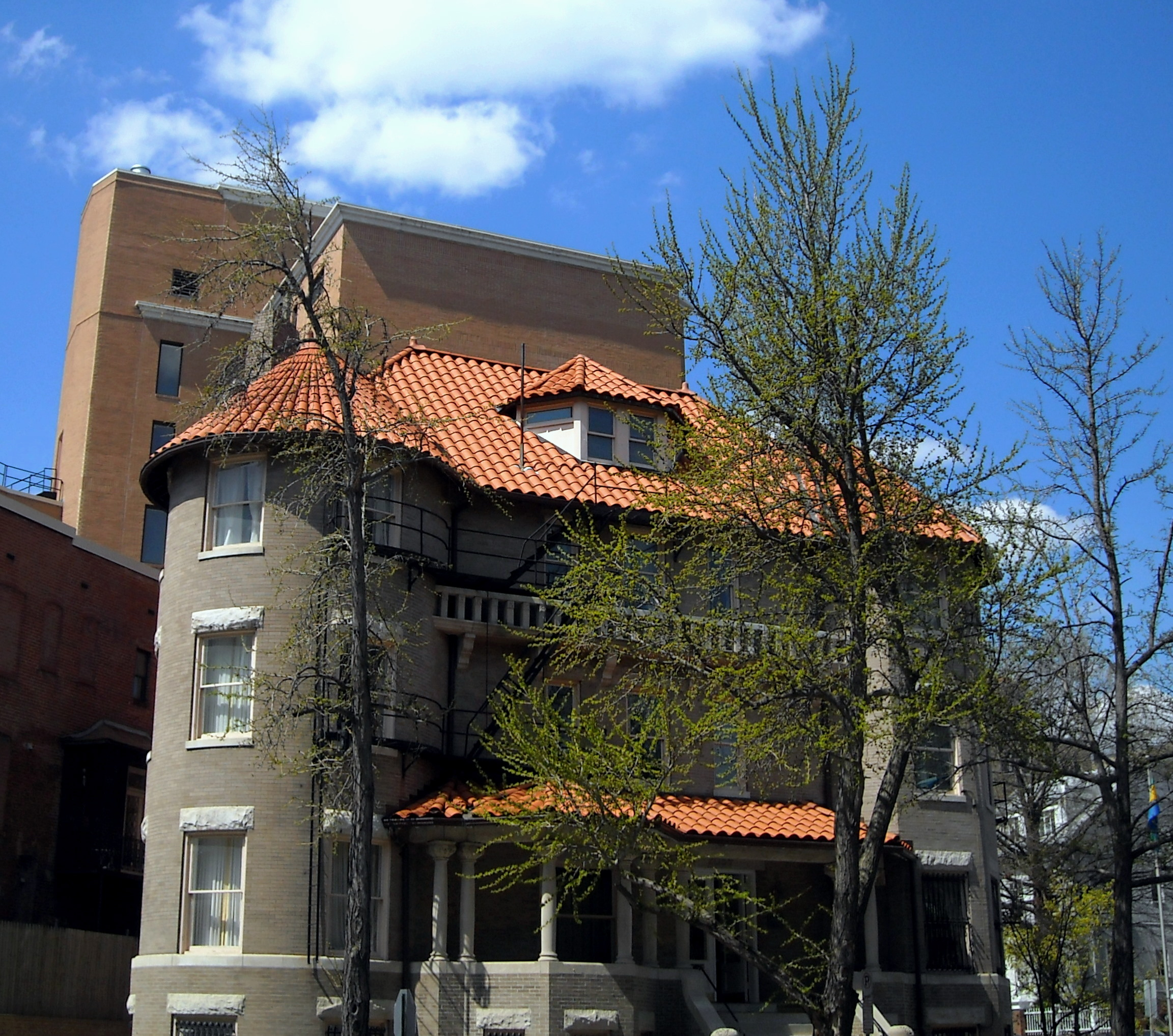
워싱턴 D.C. 주재 가봉 대사관

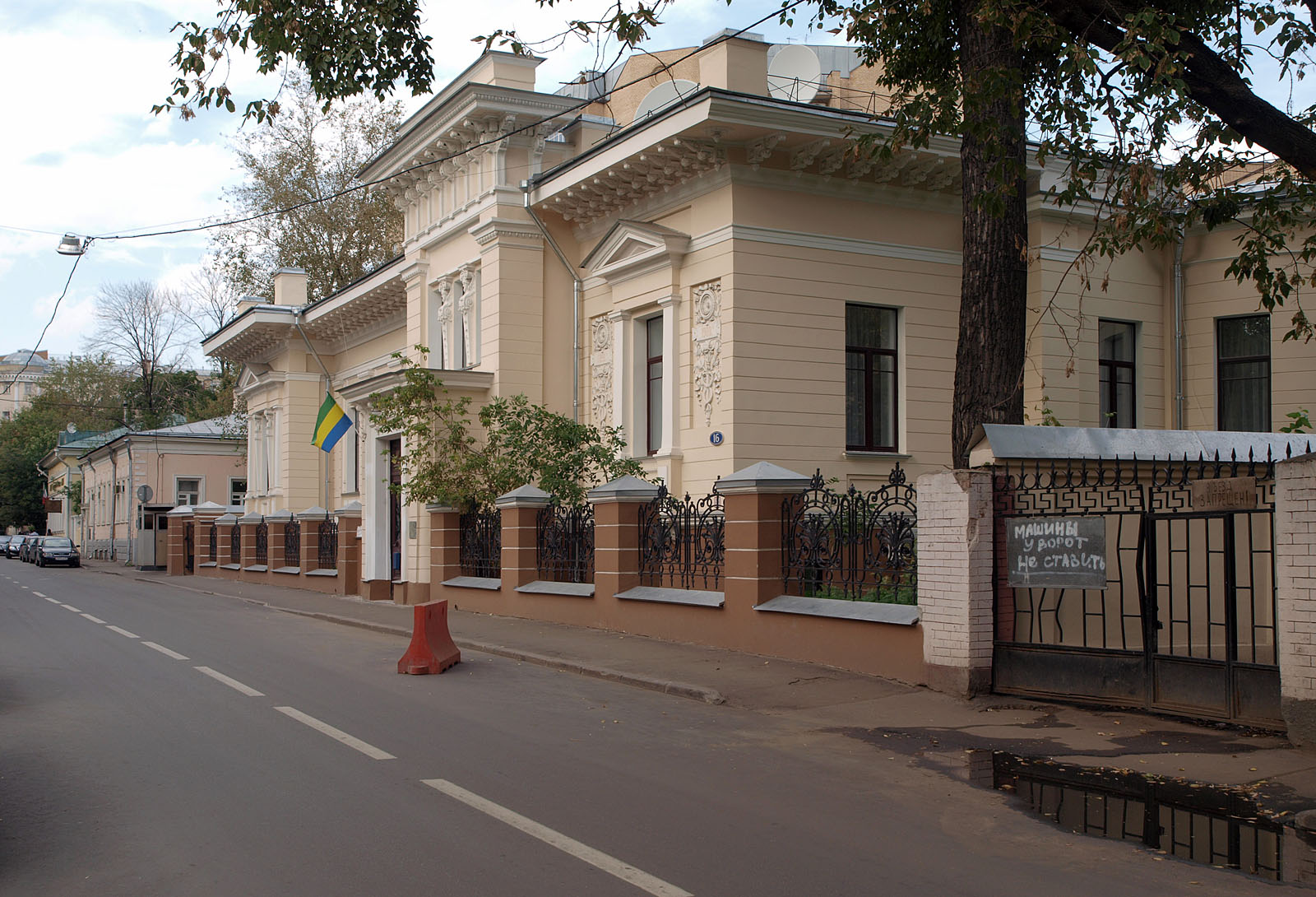
모스크바 주재 가봉 대사관

가봉의 재외공관 목록은 가봉 주재 대사관을 각국에 상주시켜 놓는 것을 의미하며 가봉의 재외공관을 나열한 목록이다.

## 아프리카
- 알제리 : 알제 (대사관)
- 앙골라 : 루안다 (대사관)
- 카메룬 : 야운데 (대사관)
- 콩고 공화국 : 브라자빌 (대사관)
- 코트디부아르 : 아비장 (대사관)
- 콩고 민주 공화국 : 킨샤사 (대사관)
- 이집트 : 카이로 (대사관)
- 적도 기니 : 말라보 (대사관), 바타 (총영사관)
- 에티오피아 : 아디스아바바 (대사관)
- 모로코 : 라바트 (대사관)
- 나이지리아 : 아부자 (대사관)
- 상투메 프린시페 : 상투메 (대사관)
- 세네갈 : 다카르 (대사관)
- 남아프리카 공화국 : 프리토리아 (대사관)
- 토고 : 로메 (대사관)

## 아메리카
- 브라질 : 브라질리아 (대사관)
- 캐나다 : 오타와 (대사관)
- 미국 : 워싱턴 D.C. (대사관)

## 아시아
- 중화인민공화국 : 베이징시 (대사관)
- 인도 : 뉴델리 (대사관)
- 이란 : 테헤란 (대사관)
- 일본 : 도쿄도 (대사관)
- 대한민국 : 서울특별시 (대사관)
- 사우디아라비아 : 리야드 (대사관)

## 유럽
- 벨기에 : 브뤼셀 (대사관)
- 프랑스 : 파리 (대사관)
- 독일 : 베를린 (대사관)
- 이탈리아 : 로마 (대사관)
- 러시아 : 모스크바 (대사관)
- 스페인 : 마드리드 (대사관)
- 영국 : 런던 (대사관)

## 대표부
- EU 가봉 정부 대표부 : 브뤼셀
- UN 가봉 정부 대표부 : 뉴욕, 제네바
- UNESCO 가봉 정부 대표부 : 파리
- 아프리카 연합 가봉 정부 대표부 : 아디스아바바

## 같이 보기
- 가봉 주재 외국공관 목록